# ديفيد بور
ديفيد بور (بالإنجليزية: David Poore)‏ هو ملحن بريطاني، ولد في 2 ديسمبر 1966 في مدينة ولز في المملكة المتحدة.